# 河田木曾川渡河之戰
河田木曾川渡河之戰（こうだきそがわとこうのたたかい）發生於日本戰國時代的1600年8月22日，是關原之戰的前哨戰。

## 戰況
池田輝政、淺野幸長、山内一豐率領東軍18000人，進軍美濃國羽栗郡河田島村，到了木曾川時與岐阜城城主織田秀信、百百綱家、飯沼長資等人戰鬥，以9000人在米野川击破東軍，更在中屋村、新加納村和川手村击破東軍餘黨。1600年8月22日早晨,池田輝政率領東軍意图強行渡過木曾川，西軍嘗試以铁炮队用火绳枪攻击東軍。後來，東軍成功进军至木曾川中洲的小屋場島，張設陣勢，並且向對岸的米野村開始進軍，西军对东军渡河的阻击战失败。同日中午，东西兩軍在米野村進行激戰，即米野会战。